# Koorbiënnale
De Koorbiënnale, vanaf 2022 The Big Sing geheten, is een tweejaarlijks internationaal koorfestival dat sinds 2001 in de oneven jaren plaatsvindt in Haarlem, in en rond de Philharmonie Haarlem en de Grote of St.-Bavokerk.
Het festival bestaat uit concerten door verschillende internationaal gerenommeerde koren op diverse locaties (zowel binnen maar ook buiten in hofjes), en masterclasses voor zowel amateurkoorzangers, koordirectiestudenten als afgestudeerde koordirigenten. Voor elke editie wordt ook middels audities een festivalkoor samengesteld, dat in korte tijd een bekend koorwerk instudeert en in het festival uitvoert. Bij de tiende editie in 2019 was dat Rossini’s Petite Messe Solennelle.
Wegens de Coronapandemie werd in 2021 een online concertserie Live from Haarlem georganiseerd. Het echte festival werd uitgesteld naar in 2022.
Tot de gasten behoorden onder andere Eric Ericson, het Groot Omroepkoor, Capella Amsterdam en het Boston Philharmonic Youth Orchestra.